# Zračna luka Vnukovo
Međunarodna zračna luka Moskva-Vnukovo (rus. Международный Аэропорт Москва-Внуково) prva međunarodna zračna luka otvorena u Moskvi i danas je treća po veličini, poslije Zračne luke Šeremetjevo i Zračne luke Domodedovo. Udaljena je 28 km jugozapadno od centra grada. Otvoren je 1. srpnja 1941. na mjestu starog aerodroma-piste Hodinka.
U 2006. godini kroz Vnukovo je prošlo 5.12 milijuna putnika.

## Vanjske poveznice
- Službena stranica  Arhivirana inačica izvorne stranice od 14. rujna 2008. (Wayback Machine)